# 在晚上
《在晚上》（德語：Am Abend），1910年德国色情电影。现藏于金賽性、性別與生殖研究中心。

## 剧情
一名男子往钥匙孔里看女子的卧室。在房间里，女子独自一人躺在床上自慰了几分钟。随后，男子进入女子卧室，脱掉自己的衣服，两人以多种体位性交。

## 參见
- 情色描写历史